# 短芒纤毛草
短芒纤毛草（学名：Roegneria ciliaris var. submutica）为禾本科鹅观草属下的一个变种。

## 扩展阅读
- 維基物種上的相關：短芒纤毛草